# Ninja Thyberg
Ninja Thyberg, née le 12 octobre 1984, est une cinéaste suédoise.

## Filmographie

### Courts métrages
- 2012 : Afro
- 2013 : Pleasure
- 2014 : Hot Chicks
- 2015 : Catwalk
- 2015 : The Kill
- 2015 : Girls and Boys

### Long métrage
- 2021 : Pleasure

## Distinctions
- Festival de Cannes 2013 : Prix Canal+ du court métrage pour Pleasure
- Festival du film de Tribeca 2015 : Student Visionary Award pour Catwalk
- Festival du cinéma américain de Deauville 2021 : Prix du Jury pour Pleasure[1]